# Russia ai Giochi della II Olimpiade
L'Impero russo partecipò ai Giochi della II Olimpiade di Parigi. In tutto all'Olimpiade presero parte 4 atleti russi che non riuscirono a conquistare alcuna medaglia.

## Equitazione
| Evento         | Pos.   | Cavaliere   | Tempo, altezza, o distanza |
| -------------- | ------ | ----------- | -------------------------- |
|                |        |             |                            |
| Salto          | 4°-37° | Sconosciuto | Sconosciuto                |
|                |        |             |                            |
| Salto in alto  | 5°-18° | Sconosciuto | Sconosciuto                |
|                |        |             |                            |
| Salto in lungo | 5°-17° | Orloff      | Sconosciuto                |
| Salto in lungo | 5°-17° | de Poliakov | Sconosciuto                |
|                |        |             |                            |

## Scherma
| Evento               | Pos. | Schermidore    | Primo turno   | Quarti | Ripescaggio | Semifinali            | Finale         |
| -------------------- | ---- | -------------- | ------------- | ------ | ----------- | --------------------- | -------------- |
|                      |      |                |               |        |             |                       |                |
| Sciabola per maestri | 5°   | Yulian Michaux | 1°-4° in pool | -      | -           | 2º posto semifinale B | 5º posto 3°–4° |
| Sciabola per maestri | 7°   | Pëtr Zakovorot | 1°-4° in pool | -      | -           | 3º posto semifinale B | 7º posto 2°-5° |
|                      |      |                |               |        |             |                       |                |